# تقنية استدعاء الطرائق البعادي
استدعاء الطرائق عن بعد (اختصاراً RMI) هي آلية وتقنية تسمح لنا ببناء تطبيق موزع وذلك بتزويدنا بإمكانية استدعاء توابع (أو طرائق) عن بعد بين عدة آلات مختلفة JVM.
و الـ RMI هي نوع من أنواع البرمجيات الوسيطة التي تستخدم لمكاملة تطبيقات شبكة (تطبيقات موزعة)،وهي معيار من شركة SUN وبالتالي فهي خاصة بـلغة جافا حصراً، وبالتالي لا يمكن مكاملة تطبيقات شبكية لا تستخدم لغة جافا بواسطة الـ RMI.
طبعاً يوجد عدة تطبيقات وسيطة أخرى مكافئة للـ RMI منها:
ٌRPC,ORB,Queue,خدمة ويب ،CORBA
وكلها لها الهدف نفسه وهو مكاملة التطبيقات على الشبكة.

## ميزات الـ RMI
مل يميز الـRMI عن باقي أنواع البرمجيات الوسيطة Middleware
- أكثر سهولة في الاستخدام، مقارنة مثلاً بالـ CORBA التي تتميز بالصعوبة البالغة في الاستخدام.
- آمنة. بما أنها تعمل مع لغة جافا قهي أكثر أمناً من باقي أنواع البرمجيات الوسيطة.
- تجنبنا استخدام الـ Socket والتي يعتتبر التعامل معها صعب و Low-level مستوى منخفض، إذ أن عملية تحزيم الطلب وإرساله ثم إعادة فك التحزيم تتم بشكل تلقائي دون الحاجة لتدخل المبرمج فيها.
- لاتحتاج إلى توصيف بروتوكول تخاطب بين المخدم والزبون.

## آلية عمل الـRMI
إن مبدأ عمل الـ RMI بسيط للغاية، فهي تعتمد على وجود RMI Server وهو عبارة عن برنامج جافا عادي يقوم بإنشاء الأغراض كائن (توضيح) التي نريد استدعاءها أو استدعاء طرق Method منها عن بعد ثم يقوم بوضع bind ربط أو تسجيل تلك الأغراض المنشأة فيما يسمى بالـ RMI ،لتصبح بعد ذلك متاحة للزبائن.
بالإضافة لوجود مخدم RMI نحتاج لوجود RMI Client والذي يطلب من المخدم السابق(بعد أن يعرف نفسه) البحث عن غرض ما ضمن الـ Registry ثم يعيد المخدم لذلك الزبون عندما يجد ذلك الغرض ما يسمى بـ Stub (يعرف أيضاً بـ Remote reference) ثم استدعاء الطرائق المطلوبة، طبعاً عملياً الزبون يستدعي الطريقة البعيدة أي أن الطريقة المستدعاة تنفذ عند المخدم وليس عند الزبون أما النتيجة return فهي التي تعاد للزبون.
مع ملاحظة أن الـ RMI هو استدعاء غير متزامن.